# Blektjärnen (Hammerdals socken, Jämtland, 705217-148711)
Blektjärnen är en sjö i Strömsunds kommun i Jämtland och ingår i Indalsälvens huvudavrinningsområde.